# Campionati del mondo di ciclismo su pista 2023 - 500 metri a cronometro
La gara dei 500 metri a cronometro ai Campionati del mondo di ciclismo su pista del 2023 si è svolta il 4 agosto 2023. Vi hanno partecipato in totale 26 atlete da 18 nazioni.

## Podio
| Pos.    | Atleta          | Nazione   |
| ------- | --------------- | --------- |
| Oro     | Emma Hinze      | Germania  |
| Argento | Kristina Clonan | Australia |
| Bronzo  | Guo Yufang      | Germania  |

## Risultati

### Qualificazioni[2]
Le prime otto classificate per tempo accedono alla finale.
| Posizione | Atleta                   | Nazione       | Tempo  | Gap    | Note |
| --------- | ------------------------ | ------------- | ------ | ------ | ---- |
| 1         | Emma Hinze               | Germania      | 32.850 |        | Q    |
| 2         | Kristina Clonan          | Australia     | 33.004 | +0.154 | Q    |
| 3         | Sophie Capewell          | Regno Unito   | 33.042 | +0.192 | Q    |
| 4         | Lea Friedrich            | Germania      | 33.336 | +0.486 | Q    |
| 5         | Pauline Grabosch         | Germania      | 33.371 | +0.521 | Q    |
| 6         | Guo Yufang               | Cina          | 33.375 | +0.525 | Q    |
| 7         | Jiang Yulu               | Cina          | 33.384 | +0.534 | Q    |
| 8         | Bao Shanju               | Cina          | 33.482 | +0.632 | Q    |
| 9         | Martha Bayona            | Colombia      | 33.546 | +0.696 |      |
| 10        | Taky Marie-Divine Kouamé | Francia       | 33.676 | +0.826 |      |
| 11        | Miriam Vece              | Italia        | 33.680 | +0.830 |      |
| 12        | Lauren Bell              | Regno Unito   | 33.992 | +1.142 |      |
| 13        | Kyra Lamberink           | Paesi Bassi   | 34.015 | +1.165 |      |
| 14        | Rebecca Petch            | Nuova Zelanda | 34.062 | +1.212 |      |
| 15        | Shanne Braspennincx      | Paesi Bassi   | 34.143 | +1.293 |      |
| 16        | Mandy Marquardt          | Stati Uniti   | 34.456 | +1.606 |      |
| 17        | Jessica Salazar          | Messico       | 34.469 | +1.619 |      |
| 18        | Veronika Jaborníková     | Rep. Ceca     | 34.678 | +1.828 |      |
| 19        | Nurul Mohd               | Malaysia      | 34.879 | +2.029 |      |
| 20        | Julie Michaux            | Francia       | 34.962 | +2.112 |      |
| 21        | Aki Sakai                | Giappone      | 34.966 | +2.116 |      |
| 22        | Natalia Vera             | Argentina     | 35.246 | +2.396 |      |
| 23        | Yeung Cho Yiu            | Hong Kong     | 35.570 | +2.720 |      |
| 24        | Ese Ukpeseraye           | Nigeria       | 38.604 | +5.754 |      |
| 25        | Shahd Mohamed            | Egitto        | 38.697 | +5.847 |      |
| 26        | Tombrapa Grikpa          | Nigeria       | 39.958 | +7.108 |      |

### Finale[3]
| Posizione | Atleta           | Nazione     | Tempo  | Gap    | Note |
| --------- | ---------------- | ----------- | ------ | ------ | ---- |
| 1         | Emma Hinze       | Germania    | 32.820 |        |      |
| 2         | Kristina Clonan  | Australia   | 32.956 | +0.136 |      |
| 3         | Lea Friedrich    | Germania    | 33.134 | +0.314 |      |
| 4         | Sophie Capewell  | Regno Unito | 33.256 | +0.436 |      |
| 5         | Pauline Grabosch | Germania    | 33.296 | +0.476 |      |
| 6         | Bao Shanju       | Cina        | 33.378 | +0.558 |      |
| 7         | Guo Yufang       | Cina        | 33.410 | +0.590 |      |
| 8         | Jiang Yulu       | Cina        | 33.460 | +0.640 |      |